# Aves de la selva sudamericana
Las aves que habitan la totalidad de la selva sudamericana constituyen el mayor porcentaje de avifauna de todo el planeta, por ello, se ha llamado a Sudamérica el continente de las aves. Desde el centro de México hasta las gélidas tierras de la Patagonia se encuentran representadas casi el 75% de las aves actualmente conocidas en el mundo, distribuidas en veintisiete órdenes taxonómicos distintos. Se han identificado a su vez ciento cincuenta y cinco familias de las cuales casi noventa han sido situadas en el territorio sudamericano, y de las ocho mil seiscientas especies distribuidas en todo el planeta, aproximadamente tres mil quinientas especies se encuentran en este continente. Como ejemplo de ello encontramos a la República de Ecuador donde habitan un poco más de mil especies de aves, el doble redondeado de la variedad de aves que se encuentran en toda Europa.

## El neotrópico
El Neotrópico hace referencia en biogeografía a la región tropical de América, identificada igualmente como una ecozona terrestre que delimita a América del Sur y Centroamérica, las islas caribeñas e incluso la parte baja de Estados Unidos. En casos como la distribución de aves se generaliza al término “Selva Sudamericana” al ser el mayor territorio abarcado por la ecozona. 
Esta región incluye bosques tropicales y abundantes selvas húmedas propicias y de suma importancia para la biodiversidad de la Tierra ya que constituyen el más importante hábitat para numerosas especies, entre ellas un sinnúmero de aves.

### Distribución de aves en el Neotrópico o selva sudamericana
Como hacen notar reconocidos ornitólogos, entre los cuales se destaca el ornitólogo alemán Mayr, la avifauna sudamericana no solo es distintiva y propia por su riqueza, sino por su uniformidad con la que las especies se extienden a lo largo de todo el continente. Dicha y peculiar característica es posible gracias a la Cordillera de los Andes, que cumple el papel de pasillo natural para las aves de climas fríos, ya que de haberse extendido uniformemente la selva tropical sudamericana por todo el norte del subcontinente, las aves habituadas a climas fríos, difícilmente hubieran podido atravesar la humedad y calidez de la jungla. A través de los Andes penetraron en Sudamérica en condiciones climáticas óptimas, para irse adaptando a otros espacios y descender más tarde a las zonas bajas dando paso a multitud de tipos adaptativos. La falta de barreras orográficas facilitó la amplia dispersión. 
El variado y ajustado mosaico de climas y hábitats sudamericanos ha contribuido inmensamente en la diversificación de la avifauna: pluviselva tropical, nuboselva, estepas, tundras, entre otros. Así menciona Wallace -zoogeógrafo contemporáneo a Darwin- : “la región neotropical se distingue de todas las otras grandes divisiones geográficas del globo por la pequeña proporción de superficie que está ocupada por desiertos, por la inmensa extensión de sus tierras bajas y por la incomparable amplitud de sus lujuriantes selvas tropicales”. 

## Pluviselva neotropical y tipos de aves
El bioma de pluviselva que agrupa los ecosistemas selváticos de clima tropical húmedo claramente se encuentra compuesto en gran parte por la región neotropical y de allí su derivación: “Pluviselva neotropical”. Este ecosistema se caracteriza por sus por su clima lluvioso y húmedo, característico de la selva Amazónica y las regiones altas de Suramérica.
Gracias a la gran altura de los árboles que la componen y a su abundancia de hojas y frutos, la vida en la selva tropical se desarrolla pujante. Las aves, por lo general, suelen vivir lejos del suelo, ocupando los distintos estratos arbóreos, que para ellas, constituyen biotopos tan bien delimitados como pueden ser las montañas o valles para la fauna alpina. Extraordinariamente revelador resulta el estudio del ornitólogo P. Sludi; tras detenidas observaciones de la ecología de las aves, pudo determinar cinco estratos bien diferenciados desde la superficie del suelo hasta las más altas copas de los árboles del bosque. En cada uno de estos pisos arbóreos vive un conjunto de aves claramente delimitado, comenzando por el suelo de la selva, para pasar inmediatamente al sotobosque, hasta una altura de cinco metros; al piso forestal medio; a la bóveda de la selva, constituida por las copas de los árboles más altos y, finalmente, el espacio libre por encima del arbolado. 
En el suelo de la selva habitan una serie de especies que incluyen otro grupo de aves que vive en los árboles pero bajan habitualmente al suelo para conseguir alimento. Entre las aves más características de este grupo se encuentran los pájaros de las hormigas. 
En el sotobosque hay unas dieciocho especies que comen entre uno y dos metros del suelo y otro grupo de unas sesenta se mantienen a una altura que no suele descender de los cinco metros.
En el piso forestal medio viven unas setenta especies, en las bóvedas de los árboles unas setenta y nueve, y, al aire libre, encima del ramaje, vuelan unas veinte especies entre halcones, buitres, vencejos y algunos loros. 
En el estrato arbóreo medio y en las copas de los árboles, se denotan ciertos tipos de loros, entre los cuales se destacan los guacamayos propios de esta región neotropical, al igual que otras especies, como lo son los tucanes, las crácidas, cotingas, trogones, aguiluchos, e incluso las harpías, que incluso aparte de las aves de gran tamaño, consume monos y perezosos. 
De la misma forma, hay gran variedad de especies propias de la avifauna a orillas del río, como ánades, entre los cuales se destacan los patos de torrente. En ríos de curso lento se encuentran los llamados trompeteros y pájaros del sol. En los manglares próximos a la costa y en lagunas interiores, nidifican los ibis rojos. En definitiva, la selva tropical alberga numerosas especies propias de la avifauna y aún guarda extraordinarios tesoros para los naturalistas.

### Aves características de la región neotropical
1. Chotacabras de árbol
2. Colibrí     o pájaro mosca
3. Gallito de roca
4. Guacamayo
5. Guácharo o pájaro aceitera
6. Harpía
7. Hoatzin
8. Hormiguero
9. Pájaro sol
10. Potoo
11. Quetzal
12. Trepador
13. Trompetero
14. Tucán

Jesús Mosterín, ed. (1979). «103». Sudamérica (Región neotropical. Pamplona, España: Salvat S.A. p. 241. ISBN 84-7137-589-3.